# Ревенко, Евгений Васильевич
Евге́ний Васи́льевич Реве́нко (род. 22 мая 1972, Советский, Новосибирская область) — российский политический деятель. Депутат Государственной Думы Федерального собрания Российской Федерации VII и VIII созывов с 5 октября 2016 года. Заместитель руководителя фракции «Единая Россия» в Государственной Думе VIII созыва с 7 октября 2021 года. Член Генерального совета партии «Единая Россия».
Заместитель секретаря Генерального совета партии «Единая Россия» (2016—2021). Ответственный секретарь комиссии партии «Единая Россия» по этике.
В прошлом — журналист, репортер НТВ, ведущий программ «Вести» (2000—2001) и «Вести недели» (2001—2003, 2008—2012), директор дирекции информационных программ телеканала «Россия-1» (2012—2016).
Из-за поддержки российско-украинской войны — под санкциями 27 стран ЕС, Великобритании, США, Швейцарии, Австралии, Японии, Украины, Новой Зеландии.

## Биография

### Происхождение
Родился 22 мая 1972 года в посёлке Советский Купинского района Новосибирской области.
Вырос в военном городке в подмосковном посёлке Чкаловский в семье военного лётчика.
Поступил во Львовское высшее военно-политическое училище, проучился там три года, и перевелся на заочное отделение журфака МГУ им. Ломоносова. В 2007 году окончил МГУ по специальности «журналистика» (дипломная работа по теме цифровизации российского телевидения и мирового опыта в этой сфере).

### Профессиональная деятельность в СМИ
Свой первый журналистский материал опубликовал осенью 1988 года в газете «Московский комсомолец». С 1992 по 1995 год — младший редактор отдела публицистики, корреспондент отдела информации, специальный корреспондент радиостудии «Юность», ведущий передачи «Курсантский дневник». В июне 1995 года, работая в службе информации, дозвонился до захваченной террористами больницы в Будённовске и провёл интервью с Шамилем Басаевым.
С сентября 1995 года работал корреспондентом телевизионных программ АОЗТ «Взгляд», в программе ТВ-6 «Скандалы недели». После нескольких месяцев постоянной практики принял решение уволиться из «Скандалов недели», поскольку не желал иметь дело с «жёлтыми» и светскими темами и делать материалы только для еженедельного эфира. В это же время Ревенко приглашает к сотрудничеству главный редактор Службы информации телекомпании НТВ Олег Добродеев.
С февраля 1996 по февраль 2000 года работал корреспондентом службы информации телеканала НТВ (программы «Сегодня» и «Итоги»). Лауреат премии ТЭФИ 1999 года в номинации «Репортёр». Будучи аккредитованным при штабе Геннадия Зюганова, освещал президентские выборы 1996 года. Основной специализацией считались политика (левые партии и организации), события в Белом доме России. Некоторое время работал корреспондентом в Минске, а также в Чечне. Весной 1999 года работал в Белграде во время войны в Югославии. Был известен как один из главных «антикремлёвских» репортёров НТВ, автор ряда репортажей о семье президента РФ Бориса Ельцина; 31 декабря 1999 года также подготовил материал о Владимире Путине в день отставки Бориса Ельцина для специального выпуска программы «Итоги». В вышедшем к 25-летию телекомпании в октябре 2018 года документальном фильме Владимира Чернышёва «НТВ. 25+» Ревенко негативно отозвался о своём периоде работы на НТВ.
В феврале 2000 года, вслед за гендиректором НТВ Олегом Добродеевым, переходит на государственный телеканал РТР, где с 21 февраля стал ведущим вечерних и ночных выпусков программы «Вести».
С января 2001 по май 2005 года — заместитель генерального директора студии «23». Записывал интервью с писателем Александром Солженицыным летом 2001 года.
С сентября 2001 по июль 2003 года — автор и ведущий информационно-аналитической программы «Вести недели» на телеканале РТР (с 2002 — «Россия»).
В июле 2003 года покинул программу и был назначен первым заместителем директора Дирекции информационных программ телеканала «Россия» Владимира Кулистикова. Отвечал за такие программы дирекции, как «Вести», «Вести-Москва» и другие региональные выпуски программы, «Вести+», «Специальный корреспондент», «Честный детектив».
С октября 2007 года — советник генерального директора ФГУП ВГТРК. C декабря 2007 по июль 2008 года являлся директором украинского представительства ВГТРК, корреспондентом телеканала «Россия» в Киеве.
Автор документального фильма «Председатель», который был посвящён Виктору Черномырдину и показан на телеканале «Россия» в апреле 2008 года.
С 7 сентября 2008 по 8 июля 2012 года вновь вёл программу «Вести недели». 7 января 2012 года был ведущим второго по счёту рождественского интервью с патриархом Кириллом.
С 23 августа 2012 года — заместитель генерального директора ВГТРК, с 24 октября того же года — директор Дирекции информационных программ телеканала «Россия», заместитель генерального директора ВГТРК. Занимался координацией информационного вещания и взаимодействием с госорганами.
В июле 2016 года стало известно, что Ревенко покидает холдинг ВГТРК (в связи с участием в выборах в Государственную думу, по итогам которых он стал её депутатом), а Дирекция информационных программ, которой он руководил до последнего времени, объединится со службой информации телеканала «Россия-24». Объединённую информационную дирекцию двух телеканалов госхолдинга возглавила Ирина Филина, а директором ДИП «Вести», ставшей частью Объединённой дирекции, стал Андрей Кондрашов.

### Государственная служба и политическая деятельность
В июне 2005 года назначен на должность заместителя директора Департамента массовых коммуникаций, культуры и образования — руководителя пресс-службы Правительства России при премьер-министре Михаиле Фрадкове. Оставался в должности до октября 2007 года, после чего вернулся работать на телевидение.
9 апреля 2016 года подал документы на участие в праймериз партии «Единая Россия» к осенним выборам в Государственную Думу. Было заявлено, что в случае успеха он будет выдвигаться по объединённому региональному списку, куда войдёт Воронежская область. На праймериз ЕР по партийному списку занял первое место с результатом 69,55 % и был выдвинут в депутаты, из-за чего покинул ВГТРК. Летом 2016 года возглавил креативную группу в составе агитационно-пропагандистского блока предвыборного штаба «Единой России», занимавшуюся выработкой партийной повестки. Также вошёл в состав оперативного штаба. После избрания в парламент стал заместителем секретаря генсовета партии Сергея Неверова (позже им стал Андрей Турчак, к окружению которого начали причислять и самого Ревенко), отвечая за идеологические вопросы.

## Законотворческая деятельность
С 2016 года (по состоянию на январь 2022 года), в течение исполнения полномочий депутата Государственной Думы VII и VIII созывов, выступил соавтором 22 законодательных инициатив и поправок к проектам федеральных законов.
В мае 2021 года вместе с однопартийцем Сергеем Боярским стал автором поправок к закону «О СМИ», ужесточающих правила цитирования других изданий. В новой версии закона редакция несет ответственность не только за свои публикации, но и за ссылки на чужие — в тех случаях, когда «главный редактор [цитируемого СМИ] не может быть установлен и привлечен к ответственности». Поправки в закон появились внезапно и были приняты парламентом без обсуждения.
В ходе российского вторжения на Украину в апреле 2022 года в составе группы депутатов внёс проект закона, наделяющий генерального прокурора России и его заместителей правом признавать регистрацию СМИ недействительной и прекращать действие лицензии на теле- и радиовещание в случае распространения ими «фейков» о российских военных и их «дискредитации», призывов к санкциям, а также информации, в которой содержится «явное неуважение к обществу, государству и Конституции Российской Федерации».
В июне 2023 года в составе межфракционной группы стал автором законопроекта о штрафах за несоблюдение законодательства об «иностранных агентах» людьми, которые с ними взаимодействуют.

## Международные санкции
Из-за поддержки российской агрессии и нарушения территориальной целостности Украины во время российско-украинской войны находится под персональными международными санкциями разных стран.
25 февраля 2022 года, на фоне вторжения России на Украину, включён в санкционный список стран Евросоюза в ответ на решение России признать территории Донецкой и Луганской областей Украины и на решение об отправке туда российских войск.
11 марта 2022 года внесён в санкционный список Великобритании «за признание независимости двух сепаратистских регионов в Украине».
30 сентября 2022 года был внесён в санкционный список США в ответ на «фиктивные референдумы» и «аннексию территорий Украины российскими оккупационными силами». Государственный департамент отмечает что депутаты единогласно приняли закон о фейках, а некоторые депутаты сыграли ключевую роль в распространении российской дезинформации о войне.
23 февраля 2023 года включён в санкционный список Канады «соратников режима», так как он «голосовал за законодательство связанное с вторжением и попыткой аннексии четырех регионов Украины».
По аналогичным основаниям, с 4 марта 2022 года находится под санкциями Швейцарии. С 4 мая 2022 года находится под санкциями Австралии. С 12 апреля 2022 года находится под санкциями Японии.
Указом президента Украины Владимира Зеленского от 7 сентября 2022 находится под санкциями Украины. С 12 октября 2022 года находится под санкциями Новой Зеландии.

## Критика
В годы работы на телеканале «Россия-1» телеобозреватели и коллеги по журналистскому цеху отмечали повышенную эмоциональность Евгения Ревенко, нарушение журналистских стандартов (в работах относительно Украины, президента Виктора Ющенко, премьер-министра Юлии Тимошенко и при отстаивании государственной точки зрения), а также идейное перерождение. Российский журналист Павел Шеремет в одном из интервью высказал мнение, что аналитические программы, которые вёл Ревенко, по агрессивности часто перебивали аналогичные, что вёл Сергей Доренко в 1990-е годы на телеканале «ОРТ».

## Семья
С 2004 года женат на журналистке Елизавете Листовой, у пары дочь Вера (род. 7 мая 2005).